# Czechy (Świecino)
Czechy (kaszb. Czechi lub też Czechë, niem. Czechau) – kolonia wsi Świecino w Polsce, położona w województwie pomorskim, w powiecie puckim, w gminie Krokowa.
Kolonia położona jest na północnym skraju Puszczy Darżlubskiej.
W latach 1975–1998 kolonia administracyjnie należała do województwa gdańskiego.
1 km na północny wschód od Czech znajdują się dwa głazy narzutowe: Boża Stopka i Diabelski Kamień, który w 1930 roku oddzielał Połchówko od Czech.